# شبیه‌سازی

شبیه‌ساز رانندگی

شبیه‌سازی (به انگلیسی: simulation) تقلید تقریبی یک عملیات، فرایند، یا یک سیستم است، که نشان دهنده عملکرد آن در طول زمان می‌باشد.
شبیه‌سازی در بسیاری از زمینه‌ها استفاده می‌شود، مانند شبیه‌سازی فناوری برای بهینه‌سازی یا تنظیم عملکرد، مهندسی ایمنی، آزمایش، یاددهی مهارت، آموزش و پرورش و بازی‌های ویدیویی. معمولاً، برای مطالعه مدل‌های شبیه‌سازی، از آزمایش‌های رایانه ای استفاده می‌شود. از شبیه‌سازی همچنین در مدل‌سازی علمی سیستم‌های طبیعی یا انسانی نیز استفاده می‌شود تا از عملکرد آنها بینشی حاصل شود، برای مثال در علم اقتصاد.
از شبیه‌سازی زمانی استفاده می‌شود که سیستم واقعی را نتوان درگیر کرد. ممکن است سیستم واقعی در دسترس نباشد، یا اینکه درگیر شدن با سیستم واقعی خطرناک باشد. همچنین ممکن است سیستم طراحی شده باشد ولی هنوز ساخته نشده باشد.

موضوعات کلیدی در شبیه‌سازی شامل کسب منابع معتبر اطلاعاتی در مورد انتخاب مربوط به ویژگی‌ها و رفتارهای کلیدی، استفاده از تقریب‌ها و مفروضات ساده در شبیه‌سازی و وفاداری و اعتبار نتایج شبیه‌سازی است. رویه‌ها و پروتکل‌های تأیید و اعتبارسنجی مدل، یک زمینه مداوم از مطالعه آکادمیک، اصلاح، تحقیق و توسعه در فن آوری یا عمل شبیه‌سازی، به ویژه در کارهای شبیه‌سازی رایانه ای است. 

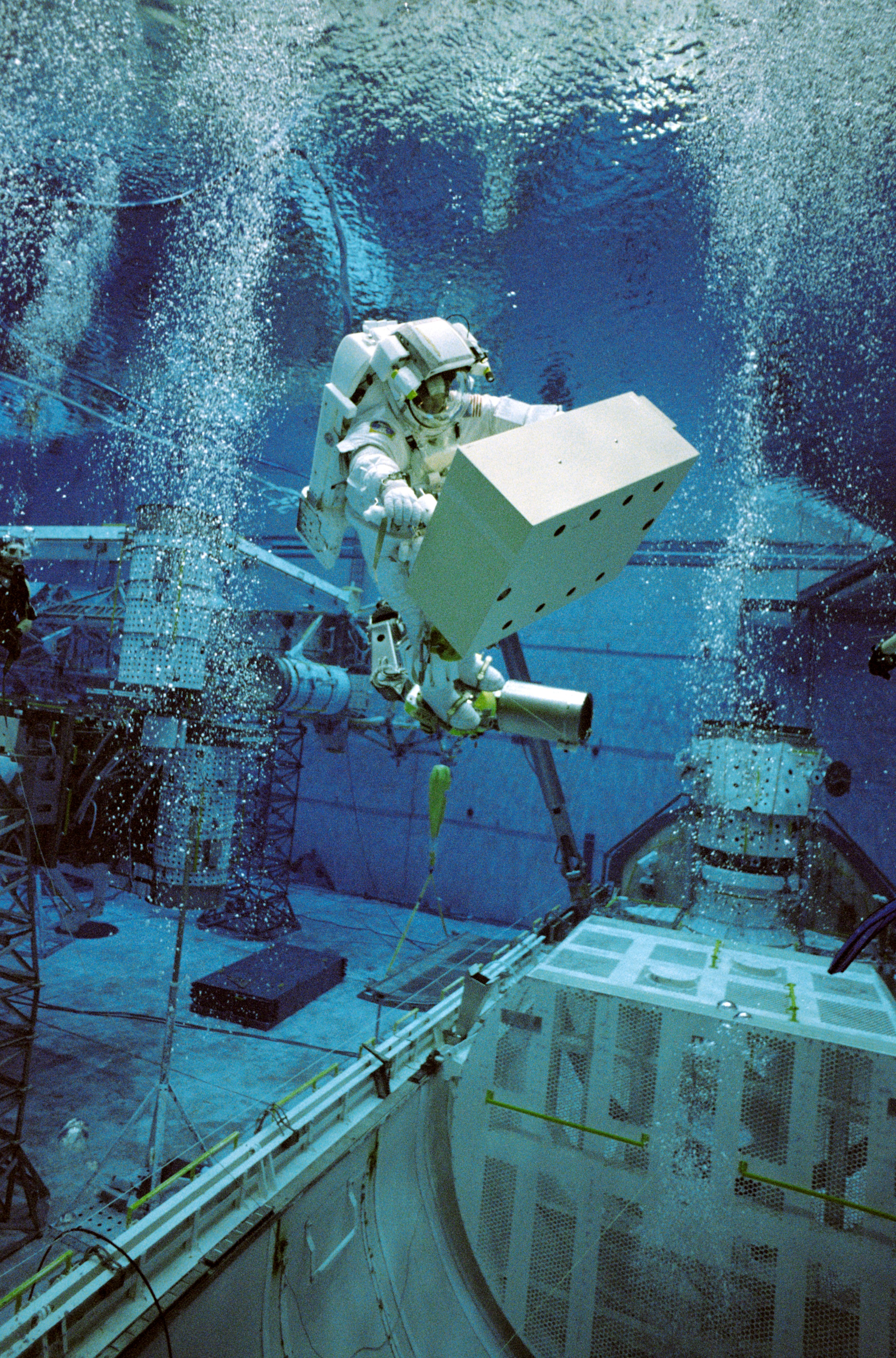
شبیه‌سازی فضای خارج از جو در داخل آب

## شبیه‌سازی فیزیکی و متقابل
ـ شبیه‌سازی فیزیکی، به شبیه‌سازی گفته می‌شود که در آن اشیای فیزیکی به جای شی حقیقی جایگزین می‌شوند و این اجسام فیزیکی اغلب به این خاطر استفاده می‌شوند که کوچکتر یا ارزان‌تر از شی یا سیستم واقعی هستند.
ـ شبیه‌سازی متقابل که شکل خاصی از شبیه‌سازی فیزیکی است و غالباً به انسان در شبیه‌سازی‌های حلقه‌ای گفته می‌شود یعنی شبیه‌سازی‌های فیزیکی که شامل انسان می‌شوند مثل مدل استفاده شده در شبیه‌ساز پرواز.

## شبیه‌سازی در آموزش
شبیه‌سازی اغلب در آموزش پرسنل شهری و نظامی استفاده می‌شود و معمولاً هنگامی رخ می‌دهد که استفاده از تجهیزات در دنیای واقعی از لحاظ هزینه کمرشکن یا بسیار خطرناک است تا بتوان به کارآموزان اجازه استفاده از آن‌ها را داد.
در چنین موقعیت‌هایی کارآموزان وقت خود را با آموزش دروس ارزشمند در یک محیط مجازی «ایمن» می‌گذرانند. غالباً این اطمینان وجود دارد تا اجازه خطا را به کارآموزان در طی آموزش داد تا ارزیابی سیستم ایمنی- بحران صورت گیرد.
شبیه‌سازی‌های آموزشی به‌طور خاص در یکی از چهار گروه زیر قرار می‌گیرند:
ـ شبیه‌سازی زنده (جایی که افراد حقیقی از تجهیزات شبیه‌سازی شده (یا آدمک) در دنیای واقعی استفاده می‌کنند)
ـ شبیه‌سازی مجازی (جایی که افراد حقیقی از تجهیزات شبیه‌سازی شده در دنیای شبیه‌سازی شده (یا محیط مجازی) استفاده می‌کنند) یا
ـ شبیه‌سازی ساختاری (جایی که افراد شبیه‌سازی شده از تجهیزات شبیه‌سازی شده در یک محیط شبیه‌سازی شده‌استفاده می‌کنند) شبیه‌سازی ساختاری اغلب به عنوان بازی جنگی نامیده می‌شود زیرا که شباهتهایی با بازی‌های جنگی رومیزی دارد که در آن‌ها بازیکنان، ارتش سربازان و تجهیزات را اطراف یک میز هدایت می‌کنند.
ـ شبیه‌سازی ایفای نقش (جایی که افراد حقیقی نقش یک شخصیت با کاری مجازی را بازی می‌کنند)

## شبیه‌سازهای پزشکی

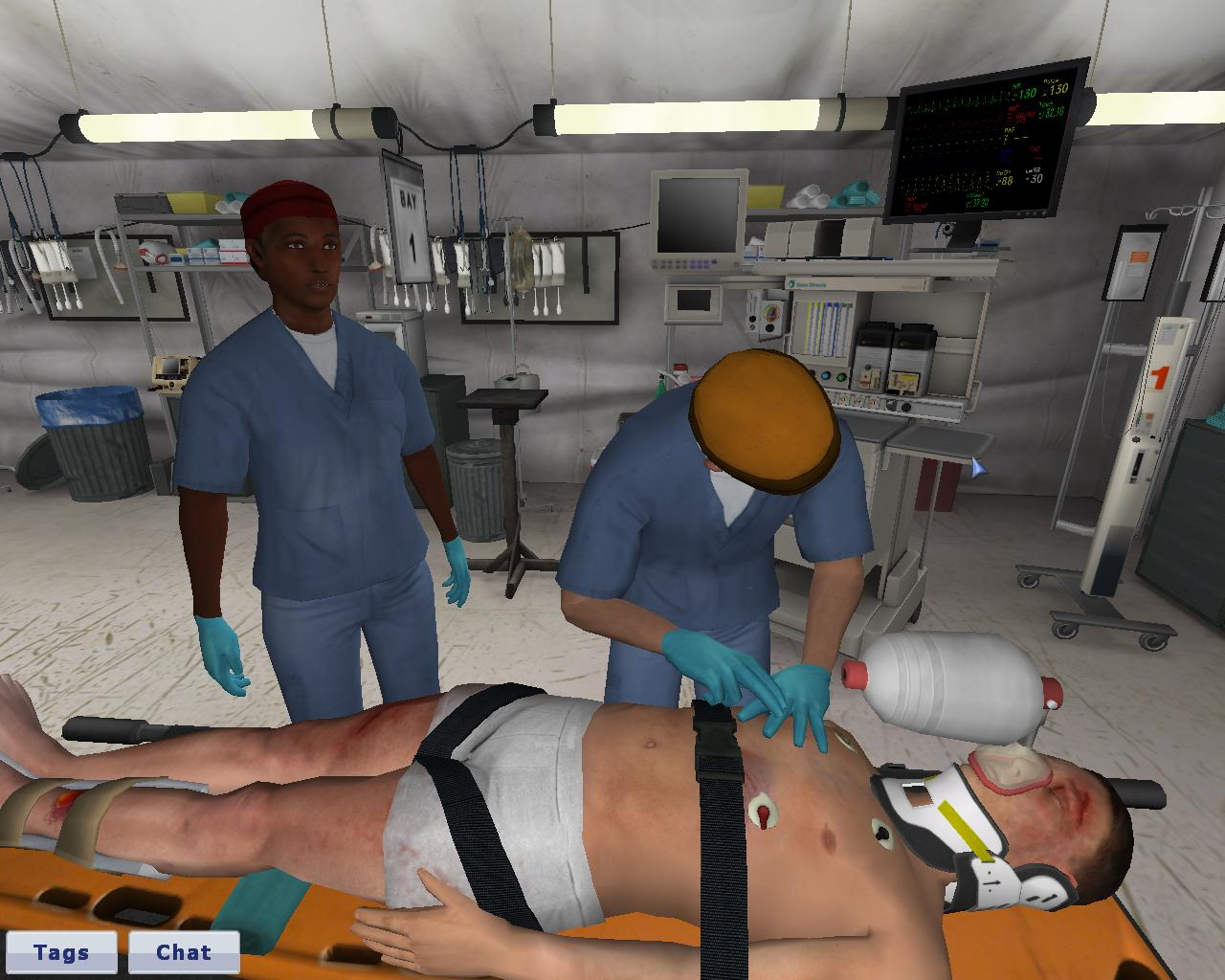
نرم‌افزار شبیه‌سازی 3DiTeams که یک بیمارستان صحرایی را شبیه‌سازی کرده‌است.

شبیه‌سازهای پزشکی به‌طور فزاینده‌ای در حال توسعه و کاربرد هستند تا روش‌های درمانی و تشخیص و همچنین اصول پزشکی و تصمیم‌گیری به پرسنل بهداشتی آموزش داده شود. طیف شبیه‌سازها برای آموزش روش‌ها از پایه مثل خونگیری تا جراحی لاپاراسکوپی و مراقبت از بیمار دچار ضربه، وسیع و گسترده‌است. بسیاری از شبیه‌سازهای پزشکی دارای یک کامپیوتر می‌باشند که به یک ماکت پلاستیکی با آناتومی مشابه واقعی متصل است. در سایر آنها، ترسیم‌های کامپیوتری، تمام اجزای قابل رؤیت را به دست می‌دهد و با دستکاری در دستگاه می‌توان جنبه‌های شبیه‌سازی شده کار ر ا تولید کرد. بعضی از این دستگاه‌ها دارای شبیه‌سازهای گرافیکی کامپیوتری برای تصویر برداری هستند مثل اشعه ایکس یا سایر تصاویر پزشکی. بعضی از شبیه‌سازهای بیمار، دارای یک مانکن انسان نما هستند که به داروهای تزریق شده واکنش می‌دهد و می‌توان آن را برای خلق صحنه‌های مشابه اورژانس‌های خطرناک برنامه‌ریزی کرد.
بعضی از شبیه‌سازهای پزشکی از طریق شبکه اینترنت قابل گسترش می‌باشند و با استفاده از جستجوگرهای استاندارد شبکه به تغییرات جواب می‌دهند. در حال حاضر، شبیه‌سازی‌ها به موارد غربال گری پایه محدود شده‌اند به نحوی که استفاده‌کنندگان از طریق وسایل امتیازدهی استاندارد با شبیه‌سازی در ارتباط هستند.

## شبیه‌سازهای پرواز
یک شبیه‌ساز پرواز برای آموزش خلبانان روی زمین مورد استفاده قرار می‌گیرد. در این شبیه‌سازی، به خلبان اجازه داده می‌شود تا به هواپیمای شبیه‌سازی شده اش آسیب برساند بدون آن که خود دچار آسیب شود. شبیه‌سازهای پرواز اغلب برای آموزش خلبانان استفاده می‌شوند تا هواپیما را در موقعیت‌های بسیار خطرناک مثل زمین نشستن بدون داشتن موتور یا نقص کامل الکتریکی یا هیدرولیکی هدایت کنند. پیشرفته‌ترین شبیه‌سازها دارای سیستم بصری با کیفیت بالا و سیستم حرکت هیدرولیک هستند. کار با شبیه‌ساز به‌طور معمول نسبت به هواپیمای واقعی ارزان‌تر است.

## شبیه‌سازی و بازی‌ها

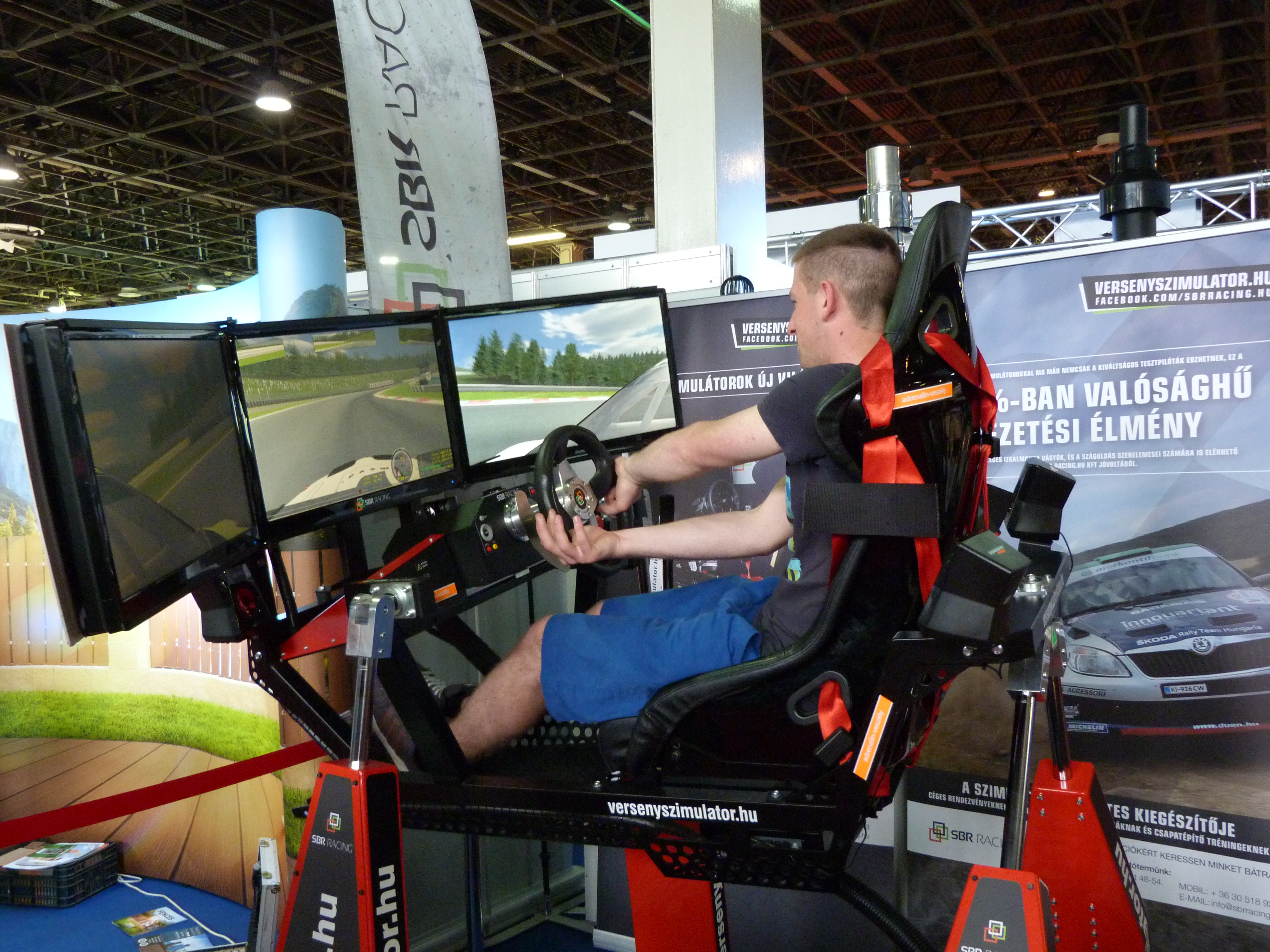
شبیه‌ساز یک خودروی مسابقه

بسیاری از بازی‌های ویدئویی نیز شبیه‌ساز هستند که به‌طور ارزان‌تر آماده‌سازی شده‌اند. بعضی اوقات از این‌ها به عنوان بازی‌های شبیه‌سازی (sim) نامبرده می‌شود. چنین بازیهایی جنبه‌های گوناگون واقعی را شبیه‌سازی می‌کنند از اقتصاد گرفته تا وسایل هوانوردی مثل شبیه‌سازهای پرواز.

## شبیه‌سازی مهندسی

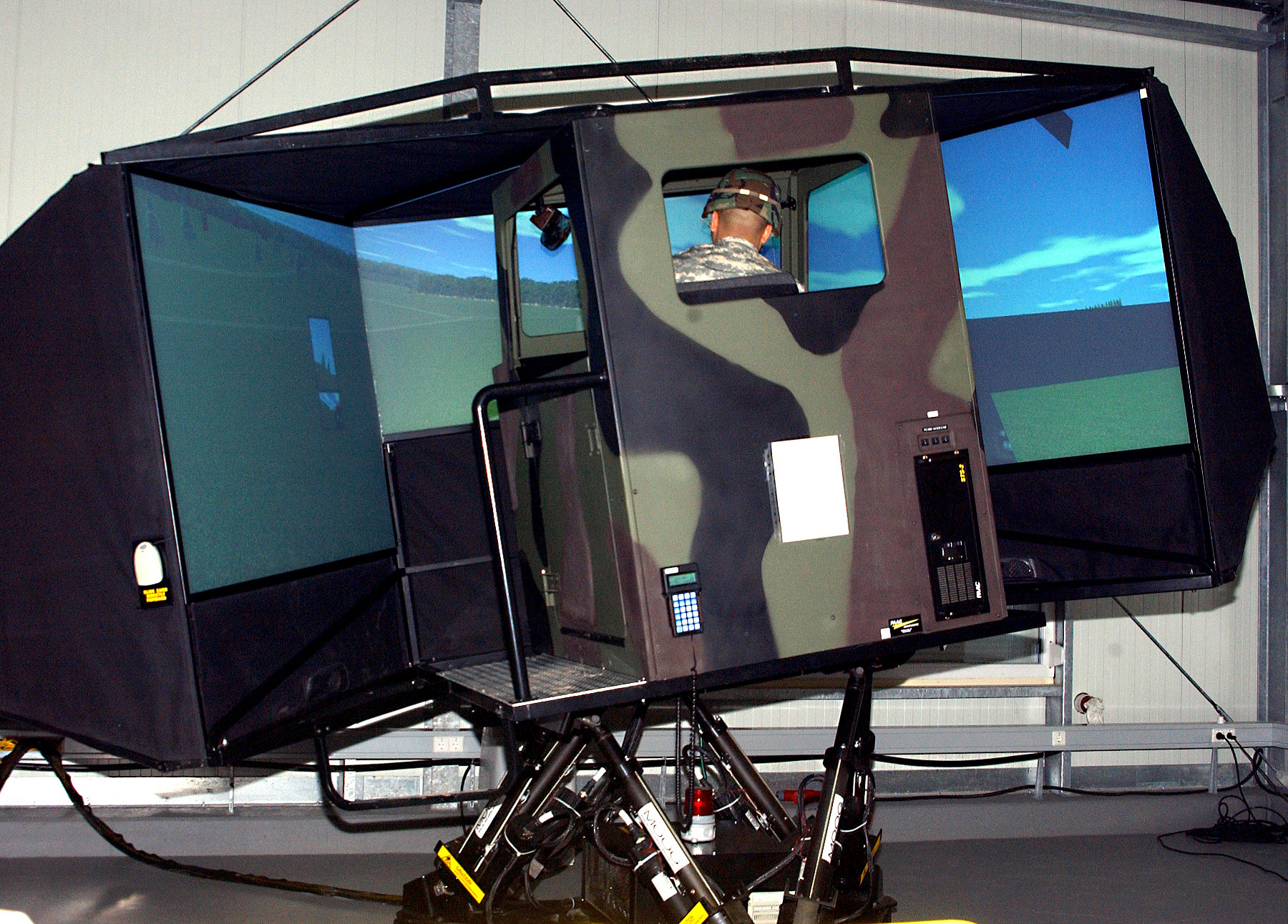
شبیه‌ساز یک خودروی سنگین نظامی

شبیه‌سازی یک مشخصه مهم در سیستم‌های مهندسی است. به عنوان مثال در مهندسی برق، از خطوط تأخیری استفاده می‌شود تا تأخیر تشدید شده و شیفت فاز ناشی از خط انتقال واقعی را شبیه‌سازی کنند. مشابهاً، از بارهای ظاهری می‌توان برای شبیه‌سازی مقاومت بدون شبیه‌سازی تشدید استفاده کرد و از این حالت در مواقعی استفاده می‌شود که تشدید ناخواسته باشد. یک شبیه‌ساز ممکن است تنها چند تا از توابع و عملکردهای واحد را شبیه‌سازی کند که در مقابل با عملی است که تقلید نامیده می‌شود.
اغلب شبیه‌سازی‌های مهندسی مستلزم مدل‌سازی ریاضی و بررسی‌های رایانه یار هستند. به هر حال موارد زیادی وجود دارد که مدل‌سازی ریاضی قابل اعتماد نمی‌باشد. شبیه‌سازی مشکلات مکانیک سیالات اغلب مستلزم شبیه‌سازی‌های ریاضی و نیز فیزیکی است. در این موارد، مدل‌های فیزیکی نیاز به شبیه‌سازی دینامیک دارند.

## شبیه‌سازی کامپیوتری

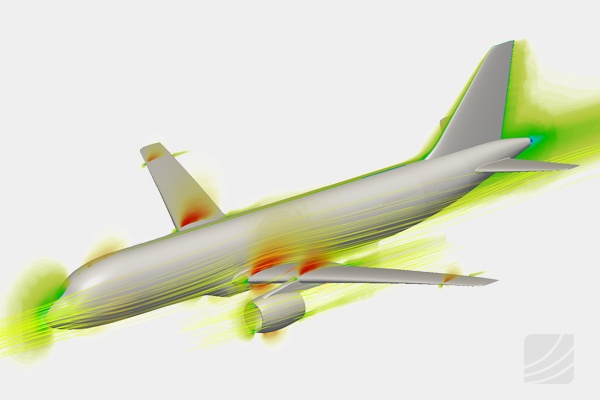
شبیه‌سازی جریان هوای فشرده اطراف یک هواپیما

شبیه‌سازی رایانه ای، جزو مفیدی برای مدل‌سازی بسیاری از سیستم‌های طبیعی در فیزیک، شیمی و زیست‌شناسی و نیز برای سیستم‌های انسانی در اقتصاد و علوم اجتماعی (جامعه‌شناسی محاسباتی) و همچنین در مهندسی برای به دست آوردن بینش نسبت به عمل این سیستم‌ها شده‌است. یک نمونه خوب از سودمندی استفاده از رایانه‌ها در شبیه‌سازی را می‌توان در حیطه شبیه‌سازی ترافیک شبکه یافت. در چنین شبیه‌سازی‌هایی رفتار مدل هر شبیه‌سازی را مطابق با مجموعه پارامترهای اولیه منظور شده برای محیط تغییر خواهد داد. شبیه‌سازی‌های رایانه‌ای اغلب به این منظور به کار گرفته می‌شوند تا انسان از شبیه‌سازی‌های حلقه‌ای در امان باشد.
به‌طور سنتی، مدل برداری رسمی سیستم‌ها از طریق یک مدل ریاضی بوده‌است به نحوی که تلاش در جهت یافتن راه حل تحلیلی برای مشکلات بوده‌است که پیش‌بینی رفتار سیستم را با استفاده از یک سری پارامترها و شرایط اولیه ممکن ساخته‌است. شبیه‌سازی رایانه ای اغلب به عنوان یک ضمیمه یا جانشین برای سیستم‌های مدل‌سازی می‌باشد که در آن‌ها راه حل‌های تحلیلی بسته ساده ممکن نمی‌باشد. انواع مختلفی از شبیه‌سازی رایانه‌ای وجود دارد که وجه مشترک همه آن‌ها در این است که تلاش می‌کند تا یک نمونه از سناریوهای نمایانگر برای یک مدل تولید کنند که در آن امکان محاسبه کامل تمام حالات ممکن مدل که مشکل یا غیرممکن بوده وجود داشته باشد.
به‌طور رو به افزونی معمول شده‌است که نام انواع مختلفی از شبیه‌سازی شنیده می‌شود که به عنوان «محیط‌های صناعی» گفته می‌شوند. این عنوان اتخاذ شده‌است تا تعریف شبیه‌سازی عملاً به تمام دستاوردهای حاصل از کامپیوتر تعمیم داده شود.

## شبیه‌سازی در علم کامپیوتر
در برنامه‌نویسی کامپیوتر، یک شبیه‌ساز اغلب برای اجرای برنامه‌ای مورد استفاده قرار می‌گیرد که انجام آن برای کامپیوتر با مقداری دشواری همراه است؛ مثلاً، شبیه‌سازها معمولاً برای رفع عیب یک ریزبرنامه استفاده می‌شوند. از آن جایی که کار کامپیوتر شبیه‌سازی شده‌است، تمام اطلاعات در مورد کار کامپیوتر مستقیماً در دسترس برنامه دهنده است و سرعت و اجرای شبیه‌سازی را می‌توان تغییر داد.
شبیه‌سازها همچنین برای تفسیر درخت‌های عیب یا تست کردن طراحی‌های منطقی VLSI قبل از ساخت مورد استفاده قرار می‌گیرند. در علم نظری کامپیوتر، عبارت شبیه‌سازی نشان دهنده یک رابطه بین سیستم‌های انتقال وضعیت است که در مطالعه مفاهیم اجرایی سودمند می‌باشد.

## شبیه‌سازی در تعلیم و تربیت
شبیه‌سازی‌ها در تعلیم و تربیت گاهی مثل شبیه‌سازی‌های آموزشی هستند. آن‌ها روی وظایف خاص متمرکز می‌شوند. در گذشته از ویدئو برای معلمین و دانش آموزان استفاده می‌شده تا مشاهده کنند، مسائل را حل کنند و نقش بازی کنند؛ هرچند یک استفاده جدید تر از شبیه‌سازی‌ها در تعلیم و تربیت شامل فیلم‌های انیمیشن است (ANV). ANVها نوعی فیلم ویدئویی کارتون مانند با داستان‌های تخیلی یا واقعی هستند که برای آموزش و یادگیری کلاس استفاده می‌شوند.ANVها برای ارزیابی آگاهی، مهارت‌های حل مسئله و نظم بچه‌ها و معلمین قبل و حین اشتغال کارایی دارند.
شکل دیگری از شبیه‌سازی در سال‌های اخیر با اقبال در آموزش تجارت مواجه شده‌است. شبیه‌سازی‌های تجاری که یک مدل پویا را به کار می‌برند، آزمون استراتژی‌های تجارت را در محیط فاقد خطر مهیا می‌سازند و محیط مساعدی برای بررسی موردی مباحث ارائه می‌دهند.